# Аморалізм
Аморалі́зм, аморальність (від а… — заперечний префікс і лат. moralis — моральний, етичний) або імморалізм — в широкому сенсі, заперечення моралі, ігнорування моральних принципів життя, виправдання аморальних вчинків. Причиною аморалізму можуть бути соціальні суперечності, культурна та моральна незрілість або деградація індивіда чи спільноти. 

## В науках
Поняття вживається в етиці, філософії, психології та педагогіці. 

### В етиці
Це принцип практичної орієнтації, що полягає у свідомому запереченні цінностей моральних і загальноприйнятих у суспільстві норм поведінки. Основні форми прояву аморалізму: цинізм, людиноненависництво, використання аморальних засобів (підлість, обман, безчестя, зрада, демагогія тощо) для досягнення нібито моральних прагнень (макіавеллізм, єзуїтизм), псевдотолерантність стосовно антисоціальних і антилюдських дій.  

### У філософії
Це позиція, що орієнтується на вихід поза межі існуючих моральних понять і цінностей через їх невідповідність вимогам часу.

### У психопатології
Це аморальна поведінка, симптом деградації особистості, що є ознакою певних захворювань (гебоїдний синдром, ушкодження орбітальної кори півкуль головного мозку) або наслідком порушення морального розвитку особистості, пов’язаного з різними, зокрема соціальними, причинами.